# Козино (Алексеевская волость)
Ко́зино — деревня в Локнянском районе Псковской области России. Входит в состав Алексеевской волости.
Расположена в 12 км к югу от райцентра Локня на железной дороге Дно — Бежаницы — Локня — Великие Луки (станция Стримовичи в волостном центре Крестилово к северу).
Численность населения деревни составляла 50 жителей в 2000 году, 35 жителей в 2011 году.